# Vicente Recio Veganzones

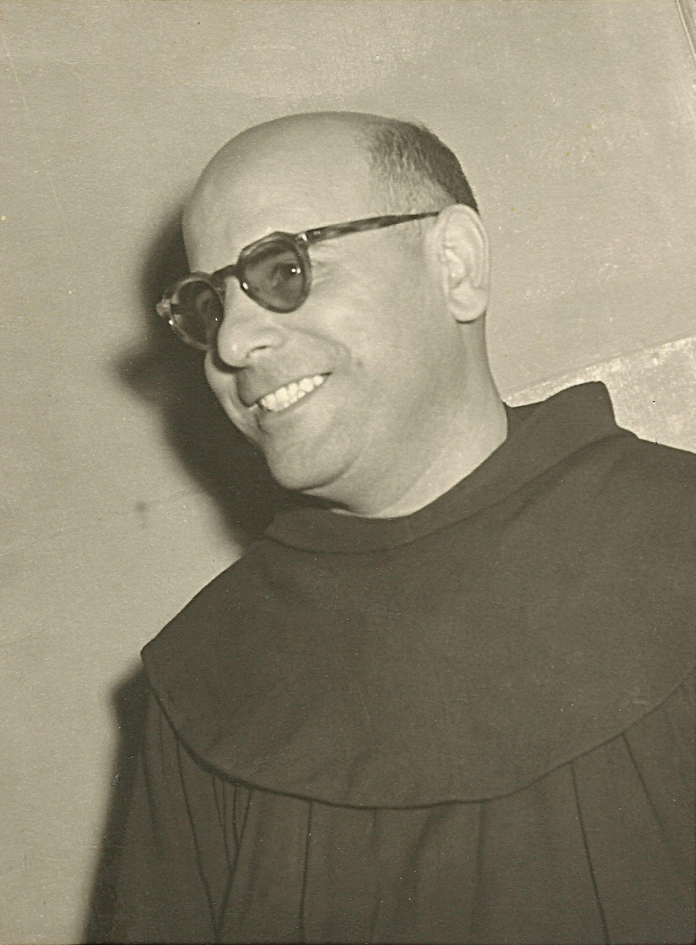
Vicente Recio

Fray Vicente Recio Veganzones (Pesquera de Duero, 19 de julio de 1913-Pesquera de Duero, 15 de septiembre de 1965), franciscano, arabista, poeta y dramaturgo español, hermano de los también franciscanos arqueólogos e historiadores Martín Recio Veganzones y Alejandro Recio Veganzones.  

## Biografía
Padeció la Guerra Civil, dedicando alguna poesía al hecho, y estuvo destinado mucho tiempo en Tetuán, donde se consagró a ayudar a obreros católicos y musulmanes. En 1964 presentó una poesía en Melilla dedicada a la mujer mora que fue premiada. Ya en 1958 se hallaba en el convento de Linares (Jaén), donde escribió mucha obra lírica aún inédita. También imprimió tres piezas de teatro religioso. Falleció el 15  de septiembre de 1965.

## Obras

### Traducciones
- Oasis: cuarenta poemas hispano-arábigos originales del P. Vicente Recio (Franciscano) y de Nayib Abumalham Tetuán: Imprenta del Majzen, 1948.

### Lírica
- De la fuente viva: (siete poemas evangélicos), Madrid, 1947.
- Pasionarias: (con un viacrucis dialogado en verso), 1950.
- De cómo treinta obreros católicos de Tetuán peregrinaron a Fátima..., 1951.
- Algo del alma: (antología íntima), Madrid, 1946.
- Treinta consignas honradas: (mensaje cristiano al trabajador español), 1948.
- Eucarísticas, 1947.
- Marianas, 1948.

### Teatro
- Paloma que va de vuelo: comedia sacra en dos actos o estampas que, en loa de la Asunción y Mediación Universal de María Santísima, compuso el P. Vicente Recio Veganzones, de la Orden del Señor San Francisco..., Tetuán: Editora Marroquí, 1950.
- Huérfanos en Nochebuena: capricho dramático, 1954.
- El rito de vendimiar: alegoría sacra en tres jornadas o estampas que, a la manera de los clásicos, compuso el R. P. Vicente Recio Veganzones, de la Orden del Señor San Francisco..., Tetuán: Editora Marroquí, 1952.

- Datos: Q16646147